# Deep End (band)
Deep End was een kortbestaande supergroep, opgericht door Pete Townshend, de gitarist van The Who, met onder meer David Gilmour van Pink Floyd. De groep bestond verder uit drummer Simon Phillips (ex-The Who, Toto), bassist Chucho Merchan, percussioniste Jody Linscott, toetsenist John 'Rabbit' Bundrick, achtergrondzangers Billy Nicholls, Cleveland Watkiss en Chyna en een vijfkoppig ensemble van koperblazers, genaamd The Kickhorns. De groep gaf in 1985 twee benefietconcerten: één op de Londense Brixton Academy (een derde concert was geannuleerd na tegenvallende ticketverkoop), die werden opgenomen en later werden verkocht als het album Deep End Live!; en één concert op de MIDEM-beurs in Frankrijk, en verscheen op The Tube.
Townshends dochter Emma was een gastzangeres tijdens een van de Londense concerten.

## Discografie

### Dvd's
| Dvd's met hitnoteringen in de Nederlandse DVD Music Top 30 | Datum van verschijnen | Datum van binnenkomst | Hoogste positie | Aantal weken | Opmerkingen                    |
| ---------------------------------------------------------- | --------------------- | --------------------- | --------------- | ------------ | ------------------------------ |
| Face the face                                              | 2016                  | 24-09-2016            | 14              | 3            | als Pete Townshends's Deep End |